# ブレントウッド・タウンセンター駅

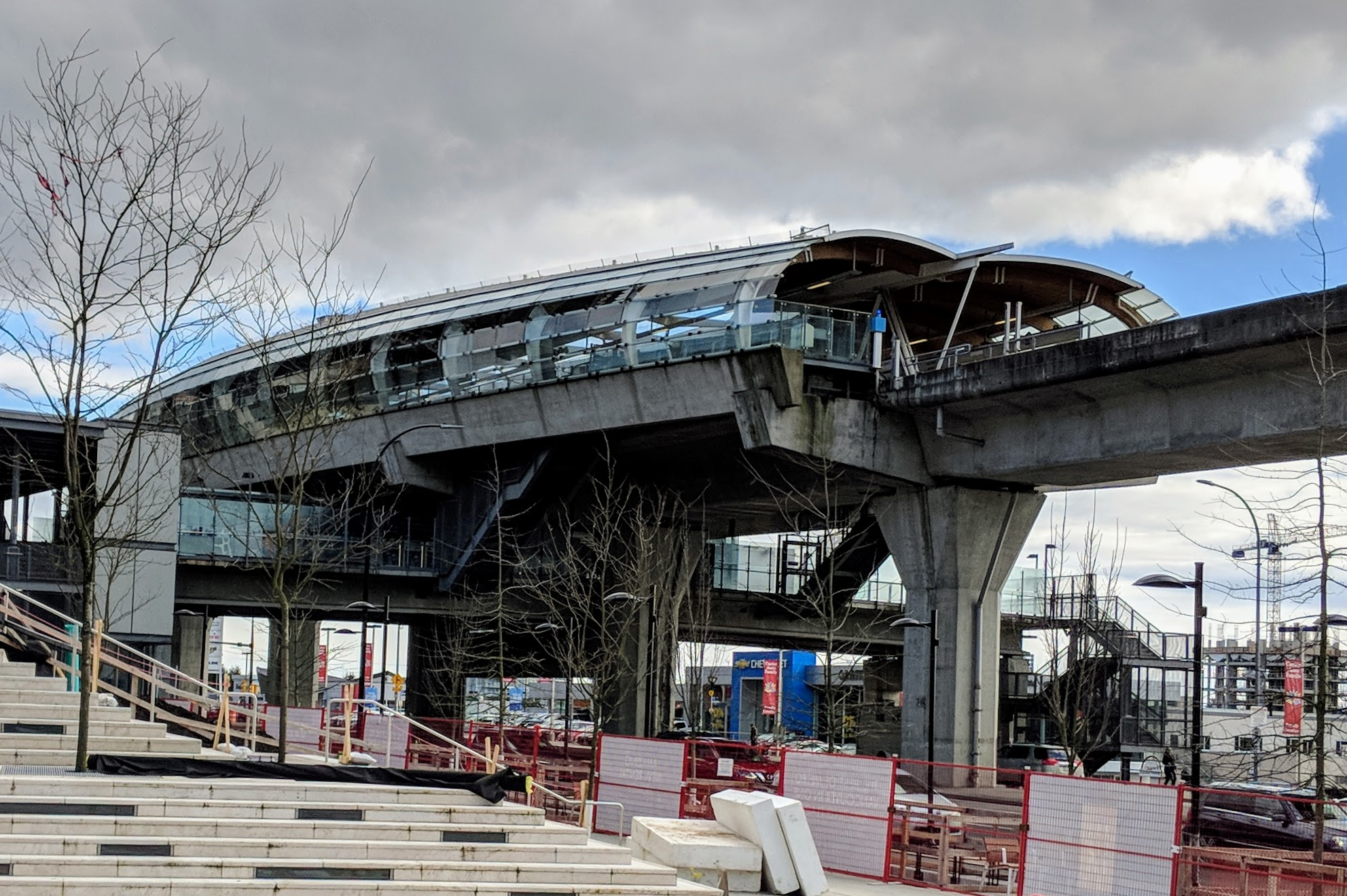
ブレントウッドタウンセンター駅外部

ブレントウッドタウンセンター駅（英: Brentwood Town Centre Station）は、カナダのブリティッシュコロンビア州バーナビーにある、スカイトレイン ミレニアム・ラインの駅である。

## 歴史
- 2002年8月31日：ミレニアム・ラインの駅として開業[1]。
- 2016年1月：ICカード「コンパスカード」の利用が可能となる[2]。

## 駅構造
相対式ホーム2面2線を有する高架駅である。
| ホーム | 路線              | 行先                          |
| ------ | ----------------- | ----------------------------- |
| 1      | ■ミレニアムライン | VCC-クラーク方面              |
| 2      | ■ミレニアムライン | ラファージ湖 - ダグラス駅方面 |

## 駅周辺
施設
- すごいブレントウッ
- SOLO地区
- マディソン・センター

バス路線
スカイトレインが運行しない深夜には夜行バスN9が運行しており。
| 番乗り場 | 路線 |
| -------- | --- |
| 1        | 130系統・フィブズ・エクスチェンジ行, 222系統・フィブズ・エクスチェンジ行(特急)                                   |
| 2        | 134系統・レイクシティウェイ駅, N9 ダウンタウン（夜行バス）                                                       |
| 3        | 136系統・ローヒード・タウンセンター駅                                                                            |
| 4        | 123系統・ニュー・ウエストミンスター駅                                                                            |
| 5        | 25系統・UBC, N9 コキットラム・セントラル駅（夜行バス）                                                           |
| 6        | 25系統・ブレントウッドタウンセンター駅, 123系統・フィブズ・エクスチェンジ行, 130系統・フィブズ・エクスチェンジ行 |
| 7        | 130系統・メトロタウン駅, 222系統・メトロタウン駅(特急)                                                           |

## 隣の駅
■ミレニアムライン
ギルモア駅 - ブレントウッドタウンセンター駅 - ホルドム駅